# Tros de Sellamana
El Tros de Sellamana és un camp de conreu del municipi de Castell de Mur, al Pallars Jussà, a l'antic terme de Mur, en terres del poble del Meüll.
Està situat al sud del Meüll i de la casa de Sellamana, a llevant del Tros de Farmicó i al nord-est del paratge de Sellamana, a l'esquerra del barranc de la Mulla.